# Henri LXI Reuss de Köstritz
Henri LXI Reuss de Köstritz, né le 8 décembre 1784 à Köstritz et mort le 29 août 1813 à Kulm, est un prince de la confédération du Rhin et général des armées napoléoniennes.

## Biographie
Il est le fils d'Henri XLIII Reuss (1752-1814), prince de Köstritz, et de son épouse,  Louise Reuss d'Ebersdorf (1759-1840).
Les différentes principautés de Reuss fournissent environ 450 hommes à la Grande Armée, incorporés au sein du 6e régiment d'infanterie de la confédération des princes. Ces troupes servent en Espagne en 1808, au Tyrol en 1809, en Russie en 1812, puis en Allemagne en 1813.
Colonel sous Carra-Saint-cyr en 1812, il est placé à la suite de sa division, et en avril 1813, il détruit toutes les embarcations qui se trouvent sur l'Aller, puis il s'empare de Verden. Le 17 avril 1813, il devient adjudant-commandant au service de la France, et le 8 mai suivant, il prend les fonctions de chef d'état-major de la 5e division d'infanterie. Il est promu général de brigade le 11 juillet 1813, et c'est au cours de la campagne d'Allemagne, que le général de Reuss est tué le 29 août 1813, lors de la bataille de Kulm, à la tête de la 2e brigade de la 5e division (général Dufour) du 2e corps de la Grande Armée. Son corps déposé dans un fourgon est pris par l'ennemi à Kulm, le 30 août 1813.